# Galaxi
Galaxi is een stalen achtbaan in het Amerikaanse attractiepark Joyland Amusement Park te Lubbock, Texas. De achtbaan is in 1971 in White Swan Park, Pennsylvania, geplaatst. In 1989 werd de achtbaan verplaatst naar Joyland, waar deze een jaar later in gebruik werd genomen.
De Galaxi is een standaard achtbaan van de voormalige bouwer S.D.C. uit Italië.